# Довгалевський Валеріан Савелійович
Довгалевський Валеріан Савелійович (23 листопада 1885 — 14 липня 1934) — революційний діяч Російської імперії, державний діяч РСФРР та СРСР, дипломат.

## Життєпис
Народився у с. Довгалівське Київської губернії. 
В революційному русі від 1904 року. У 1904—1906 роках організатор та керівник соціал-демократичного гуртка у Таращі Київської губернії. 1906 року був заарештований, 1907 — засуджений до вічного проживання в колонії-поселенні, але 1908 року втік за кордон. 
Член РСДРП(б) від 1908 року. У 1908-1910 роках секретар більшовицької групи у Льєжі (Бельгія), потім член більшовицької групи в Давосі (Швейцарія). У 1911-1914 роках секретар більшовицької організації у Тулузі. 1913 року закінчив інститут в Тулузі, інженер-електрик. 1915 року вступив до Французької соціалістичної партії та примкнув до її лівого крила. 
У липні 1917 року повернувся до Росії та призваний на військову службу. Після Жовтневого перевороту 1917 року служив у Червоній армії, брав участь у боях на Південному фронті, а також в Сибіру та під Петроградом. 
Від 1919 року працював у наркоматі шляхів сполучення. У 1920 році інспектор зв'язку та комісар обласного інженерного управління у Києві. Від травня 1921 року нарком пошт та телеграфів РСФРР, у 1923 заступник наркому пошт та телеграфів СРСР. У 1924-1926 роках повноважний представник СРСР у Швеції, в 1927 — у Японії, у 1928-1934 — у Франції. В жовтні 1929 року підписав у Лондоні протокол про відновлення англо-радянських дипломатичних відносин. 29 листопада 1932 року підписав в Парижі франко-радянський пакт про ненапад. Брав участь у роботах конференцій із роззброєння в Женеві. Член ЦВК СРСР. 
Помер у Парижі. Урна з прахом Довгалевського похована в Московській кремлівській стіні.